# Cathedral Gorge State Park

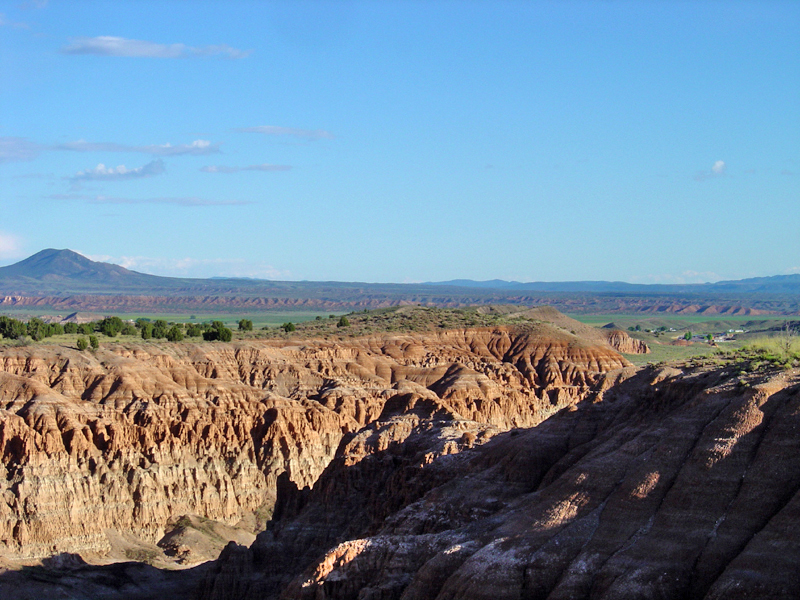
Die Schlucht des Cathedral Gorge State Park. Im Hintergrund liegt Panaca

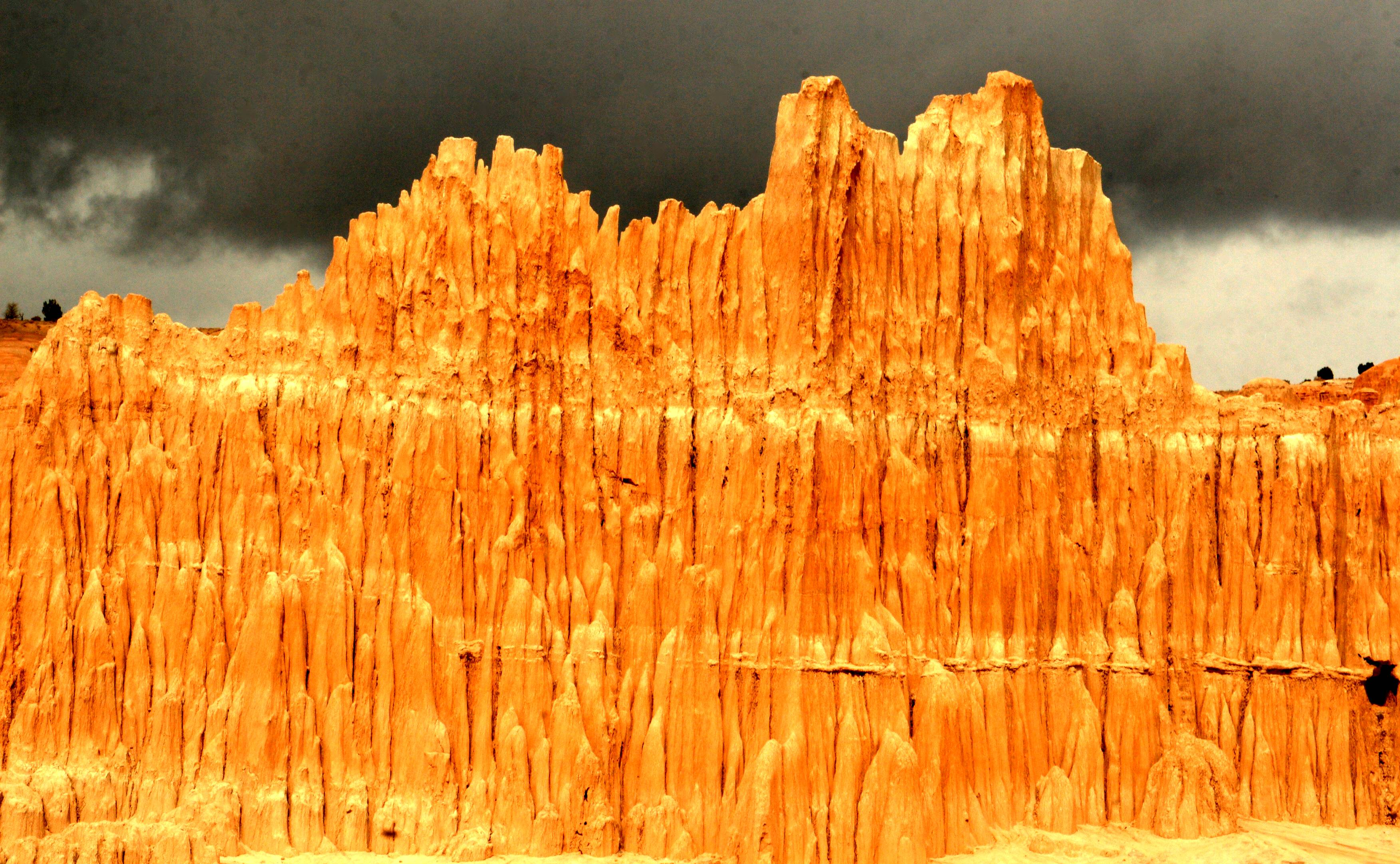
Sedimentschichtungen

Der Cathedral Gorge State Park ist ein State Park nördlich von Panaca im Lincoln County in Nevada am U.S. Highway 93. Mit seiner Gründung im Jahr 1935 gehört er zu den ersten vier State Parks in Nevada.
Der Park liegt auf 1500 m Höhe und umfasst mit seinen Gesteinsformationen eine Fläche von 7,19 km². Das trockene Klima schwankt im Sommer von 40 °C bei Tag und 13 °C in der Nacht. Im Winter kann es durchaus zu Frösten kommen.

## Geschichte

### Geologie
Im Pliozän war das Meadow Valley und damit auch die Gegend der heutigen Schlucht von einem See bedeckt. Die farbenfrohe Panaca Formation besteht aus den Ablagerungen und Sedimenten des damaligen Sees. Im Lauf der Zeit versickerte der See, Erosion durch Regen, Wind, Schmelzwasser führten im weichen Schluffstein und den Tonmineralen zu Rinnsalen, Einkerbungen, Auswaschungen und schließlich dem canyonartigen Schluchtverlauf. Dabei blieben kathedralenartige Sandsteinformationen, enge Schluchten und Kamine, Felsnadeln und höhlenartige schmale Gänge übrig.

### Menschliche Nutzung

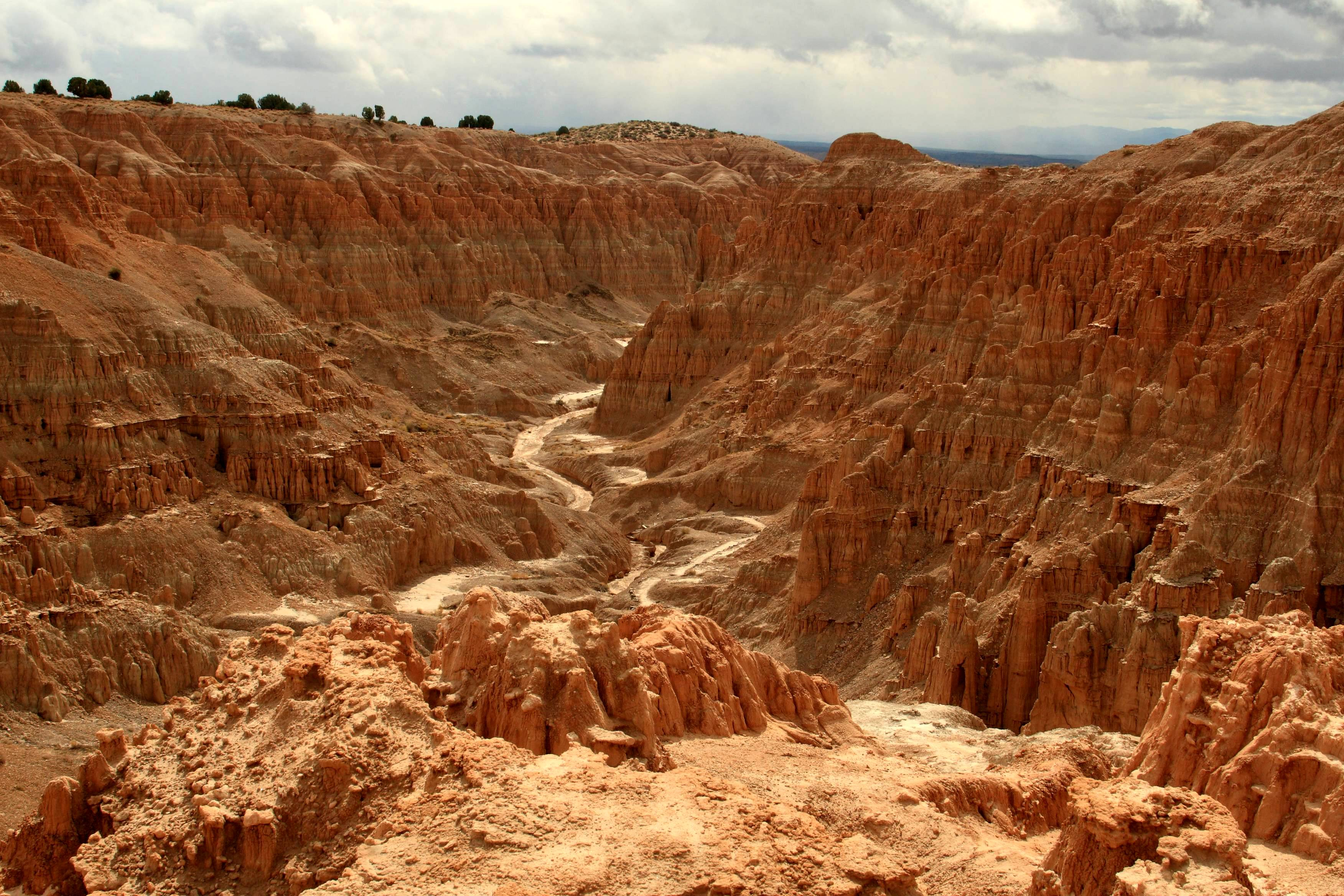
Wanderweg in den Canyon

Nomadisierende Kulturen des alten Amerika nutzten das Tal bereits vor ca. 10.000 Jahren. Die Freemont, Anasazi und Paiute waren hier je nach Jahreszeit zu Jagd unterwegs.
Die Ortschaft Panaca wurde 1864 von Mormonen besiedelt. Die Entdeckung von Silbererz führte 1869 zur Gründung von Bullonville. Einige Überreste der alten Stadt sind heute noch östlich des Hauptzugangs zum Park zu sehen. Der Friedhof von Bullonville ist genau nördlich des Eingangs gelegen.
Während der 1920er Jahre wurde der Park im Rahmen der fortschreitenden Mobilität zu einem beliebten Ziel für Picknickausflüge und kleine Wanderungen.
1924 besuchte der Gouverneur James Graves Scrugham das Gelände  und begann mit dem Grunderwerb. 1935 wurde der Cathedral Gorge State Park offizielles Schutzgebiet. Das Civilian Conservation Corps errichtete erste feste Einrichtungen zum Picknicken und Campen, z. B. den Stone Water Tower.
Heutzutage ist der Park ganzjährig rund um die Uhr geöffnet, die Nutzung ist aber einigen Einschränkungen unterworfen, insbesondere ist alles verboten, was die Erosion beschleunigen könnte, wie z. B. Off Road Fahren.

## Flora und Vegetation

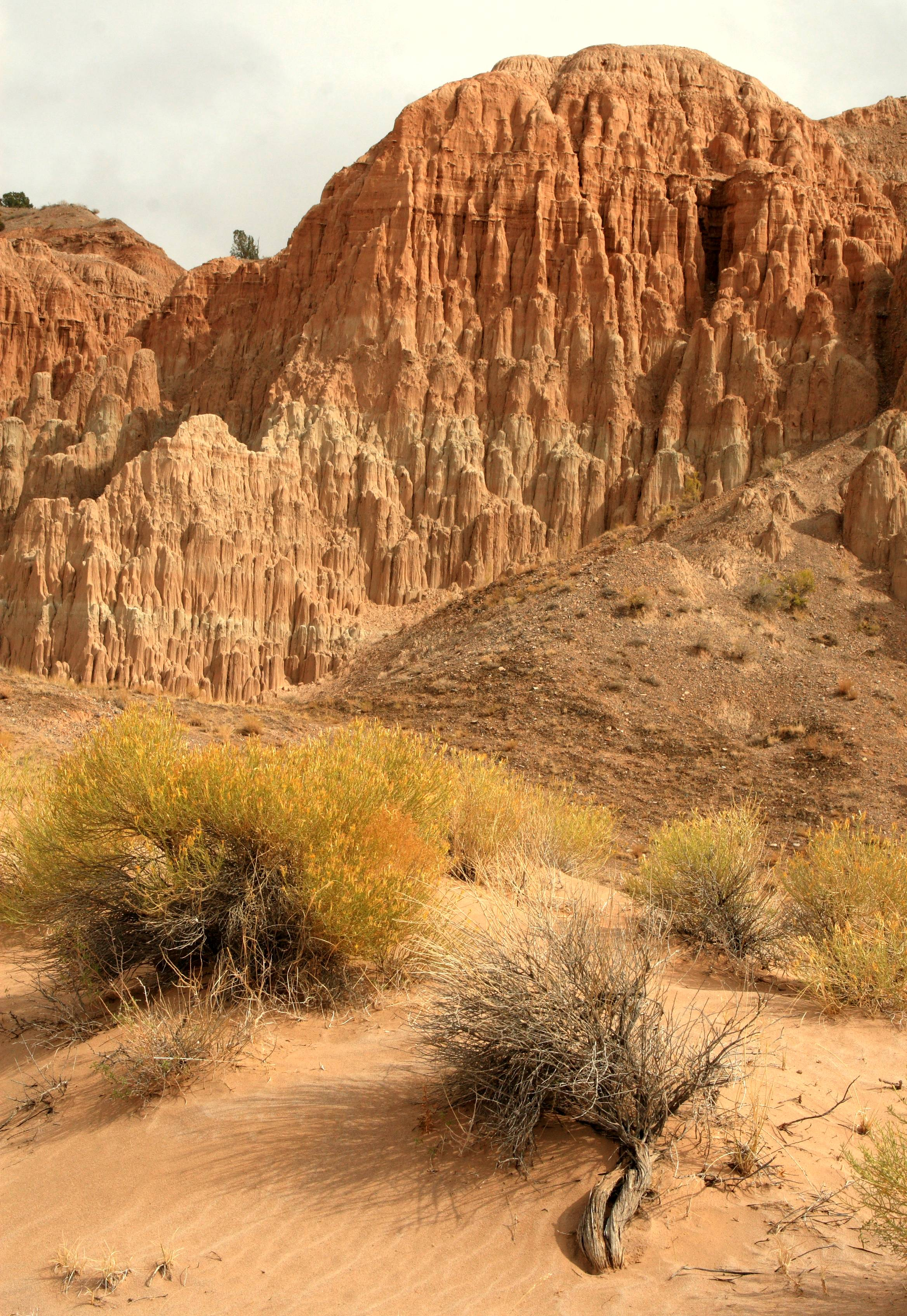
Wüsten-Beifuß

Die unterschiedliche Bodentypen des Parks ermöglichen einer Vielfalt an Pflanzengesellschaften einen passenden Standort. Der lehmige Grund unterhalb der Abhänge erlaubt wegen der kontinuierlich fortgesetzten Erosion nur wenigen Pflanzen Wurzeln zu schlagen. Kleine Sanddünen hingegen wurden von zahlreichen Wildblumen und Gräsern erobert wie z. B. der Dune Primrose oder dem Indian Rice Grass.
Richtung Talmitte haben sich die Böden zu einem fruchtbaren Boden vermischt auf dem Yucca, Wacholder, Wüsten-Beifuß, Sarcobatus-Sträucher, Weißer Salbei, und Atriplex confertifolia vorkommen.
Auch verschiedene Kakteenarten können die Klimaschwankungen im Tal ertragen.
In den Randbereichen wurden Bäume als Schattenspender gepflanzt.

## Fauna

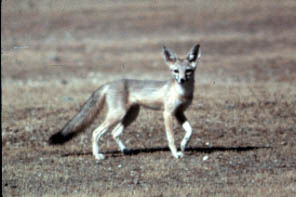
Kitfuchs

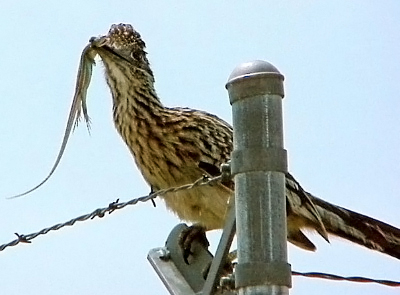
Roadrunner mit erbeuteter Eidechse

Kleinsäuger machen den Großteil der Tierwelt im Park aus.
Eselhasen, Baumwollschwanzkaninchen, Kojoten, Kitfüchse, Stinktiere, Hörnchen, Kängururatten, und Mäuse kann man hier auf vier Pfoten begegnen, im Winter kann auch mal ein Hirsch beim Miller Point beobachtet werden.
Die Vogelwelt ist schwerpunktmäßig in der Nähe Picknickplätzen und Sträuchern zu finden.  Ammer wie die Amphispiza bilineata, Wanderdrossel, Fink und Star, Buntfalke und Habicht, Rabenvögel und der Große Roadrunner geben sich hier ein Stelldichein mit der amerikanischen Spechtart „Sapsucker“ und den Zugvögeln, wie dem Hüttensänger, dem Waldsänger, dem Zedernseidenschwanz und sogar Kolibris.
Zahlreiche ungiftige Kriechtiere, Schlangen und Eidechsen bevölkern die geschützten sonnigen Stellen und im Sommer kann auch die Great Basin Rattlesnake gefunden werden.